# Academische vrijheid
Academische vrijheid is het beginsel volgens welk de docenten en de onderzoekers aan de universiteit, in het belang zelf van de ontwikkeling van de kennis en van de verscheidenheid van de meningen, een zeer grote vrijheid moeten genieten om onderzoek te verrichten en om in de uitoefening van hun functies hun mening te uiten.

## Draagwijdte
De academische vrijheid beschermt de docenten en de onderzoekers op algemene wijze en vereist dat hun onafhankelijkheid ten aanzien van de universiteit instelling wordt gewaarborgd. Nochtans is zij niet onbeperkt, daar zij wordt uitgeoefend binnen hetzelfde normatieve kader als de vrijheid van meningsuiting en de vrijheid van onderwijs. 
Zo houdt zij bijvoorbeeld niet de waarborg van de definitieve toewijzing van dezelfde onderwijsopdracht in, maar opdat zij zou zijn gewaarborgd, is het, bij een voorstel van wijziging van de inhoud van de opdracht, nodig dat er procedurele waarborgen zijn die kunnen voorkomen dat die wijziging in werkelijkheid een dreigement of een drukmiddel vormt die de academische vrijheid belemmert en afbreuk doet aan de onafhankelijkheid van de lesgevers ten aanzien van de universitaire instelling.
Academische vrijheid is beperkt tot wetenschap. Ook wetenschappers zijn vrij hun mening te verkondigen, maar moeten dan elke schijn vermijden dat hun mening het product is van wetenschap. Een mening is altijd persoonlijk.

## Academische vrijheid inzake onderzoek
Academische vrijheid met betrekking tot onderzoek omvat de vrijheid te bepalen 
- wat onderzocht wordt (het voorwerp),
- hoe onderzocht wordt (de methode),

- welke onderzoeksrichting wordt ingeslagen,
- welke resultaten beoogd worden,
- wanneer het onderzoek beëindigd is,
- en wanneer en op welke wijze onderzoeksresultaten bekend worden gemaakt.

Dit laatste aspect omvat onder meer de vrijheid van de onderzoeker om de onderzoeksresultaten zo snel mogelijk bekend te maken, zodat een conflict kan optreden met het nieuwheidsvereiste om een octrooi aan te vragen, en de vrijheid van de academicus om onderzoeksresultaten niet bekend te maken omdat bijvoorbeeld bijkomend onderzoek nodig is, zodat een conflict kan optreden wanneer een octrooi aangevraagd wordt.
Een belangrijk verschil met de vrijheid van meningsuiting is dat wetenschappers ook niet gedwongen kunnen worden dingen te zeggen waar zij niet achter staan. Deze vrijheid kan onder druk komen te staan als de opdrachtgever van contractresearch een conclusie wenst die zijn zakelijk belang dient. De universiteit kan hier toch gevoelig voor zijn uit geldgebrek.